# Malek Mouath
Malek Mouath (Gidá, 10 de agosto de 1981) é um ex-futebolista profissional saudita, que atuava como atacante.

## Carreira
Atuou pela Seleção Saudita de Futebol na Copa do Mundo FIFA de 2006.